# مهرجان دبلن المسرحي للمثليين
مهرجان دبلن المسرحي الدولي للمثليين (بالإنجليزية: International Dublin Gay Theatre Festival) هو حدث مسرحي يقام سنويا في دبلن، جمهورية أيرلندا خلال الأسبوعين الأولين من شهر مايو. أقيم المهرجان السادس عشر في الفترة من 5 إلى 19 مايو 2019. يأتي أكثر من 50% من محتوى المهرجان من خارج أيرلندا. وقد شمل المهرجان إنتاجات من بلدان متنوعة مثل بولندا، ألمانيا، زيمبابوي، فرنسا، إسبانيا، أستراليا، جنوب أفريقيا، فنزويلا وكندا وكذلك تمثيل قوي من المملكة المتحدة، جمهورية أيرلندا والولايات المتحدة. شهد مهرجان 2016 الأداء للإنتاج رقم 2500 في المهرجان منذ عام 2004.

## التاريخ
تأسس المهرجان في عام 2004 للاحتفال بالذكرى المائة والخمسين لميلاد أوسكار وايلد المولود في مدينته الأم دبلن، ولتشجيع وتطوير مفاهيم المسرح المثلي. تم استخدام صورة أوسكار وايلد لأول مرة كشعار للمهرجان الرسمي في عام 2006 ولا يزال حتى اليوم. يتم الجمع بين هذه الصورة مع القرنفل الأخضر، وهو رمز للمثليين يرتبط بكل من أوسكار وايلد والمثلية الجنسية في عالم المسرح.
رعاة المهرجان هم السناتور ديفيد نوريس والكاتبة إيما دونوغيو والكاتب المسرحي تيرينس ماكنالي.
واستمر المهرجان لينمو عاما بعد عام، وقد تم عقده برعاية مختلف المنظمات بما في ذلك مجلس الفنون، مجلس مدينة دبلن، فيزيت دبلن و ذي جورج.
وفقًا لموقعه الرسمي على الويب، يوفر مهرجان دبلن المسرحي للمثليين "منتديات مسرحية وأكاديمية لعرض أعمال جديدة ومثيرة لمؤلفين مثليين، أو أعمال فيها شخصية، أو موضوع، أو أهمية مثلية، أو أي مدخلات أخرى لفنان مثلي الجنس للترويج ووضوح وإدراك مساهمة الأشخاص المثليين في الفنون وطنيا ودوليا."

## الأماكن
يقام المهرجان في العديد من الأماكن في مركز مدينة دبلن، بما في ذلك آوتهاوس، و"ذي تيتشرز كلاب"، و مسرح بلايرز في كلية الثالوث، ومعهد أيرلندا، بيرس ستريت.

## مهرجان 2017
أقيم مهرجان 2017 في الفترة من 1 إلى 14 مايو 2017.

## مهرجان 2018
أقيم مهرجان 2018 في الفترة من 7 إلى 20 مايو.

## مهرجان 2019
أقيم مهرجان 2019 في الفترة من 5 إلى 19 مايو.